# Nouvelle classe
Nouvelle classe est une expression utilisée pour décrire les privilèges de la classe dirigeante dans un régime communiste, soit la Nomenklatura, les apparatchiks et les divers bureaucrates.
L'expression apparaît pour la première fois dans le titre d'un ouvrage du yougoslave Milovan Djilas, publié en 1957 aux États-Unis : The New Class: An Analysis of the Communist System.

### Articles
- « The "New Class": The Rise and Fall of NGOs in Central Asia », Registan,‎ octobre 1/06 (lire en ligne).
- « Liberalism & Social Control: The New Class' Will to Power », Mutualist.Org,‎ 2000 (lire en ligne).
- « Remembering Milovan Djilas », The New Criterion,‎ octobre 1999 (lire en ligne).
- Christopher Lasch, « Same Old New Class », The New York Review of Books,‎ décembre 7/67 (lire en ligne).